# James Younghusband
James Joseph Younghusband (ur. 4 września 1986 w Ashford) – filipiński piłkarz występujący na pozycji środkowego pomocnika. Obecnie nie gra w żadnym klubie.

## Życiorys
James Younghusband jest synem dyplomowanego księgowego Philipa oraz Susan. Filipińczyk w wieku jedenastu lat przeprowadził się do Londynu, gdzie rozpoczął treningi z młodzieżową drużyną Chelsea. Czynił tam spore postępy, dzięki czemu został przeniesiony z zespołu juniorów do rezerw pierwszej drużyny „The Blues”. Younghusband uczęszczał do jednej z salezjańskich szkół w południowo-zachodnim Londynie. Już w dzieciństwie ten prawonożny zawodnik uwielbiał grać na pozycji skrzydłowego. W 2005 roku filipińska federacja piłkarska zawiadomiła rodziców Jamesa, że jeśli reprezentacja Filipin zakwalifikuje się do turnieju Southeast Asian Games, to dobrze by było, gdyby James wraz ze swoim bratem Philem wystąpił w tym turnieju. Tak też się stało i James zagrał w Southeast Asian Games. Na imprezie tej zagrał w trzech meczach, w których spisał się bardzo przyzwoicie, co otworzyło mu drogę do częstszych występów w narodowej reprezentacji. Kilka miesięcy później został zawodnikiem angielskiego Staines Town F.C. występującego w Isthmian League Premier Division – szóstej lidze angielskiej. W międzyczasie Younghusband stał się bardzo rozpoznawalną postacią w kraju, między innymi dzięki temu, że często angażował się w akcje społeczne. W swoim kraju porównywany jest do jednego z najbardziej znanych piłkarzy na świecie – Davida Beckhama. James jest jednym z najlepszych i najbardziej utalentowanych zawodników w swoim kraju. Władze Chelsea zapowiedziały, że być może James w przyszłości powróci na Stamford Bridge. 31 sierpnia 2007 roku, w ostatni dzień okienka transferowego, James przeniósł się do Woking F.C. Obecnie nie gra w żadnym zespole.